# Fédération anarchiste italienne
Ne pas confondre avec la Fédération anarchiste informelle qui est, elle, une organisation insurrectionaliste italienne.
Pour les articles homonymes, voir FAI et Fédération anarchiste.

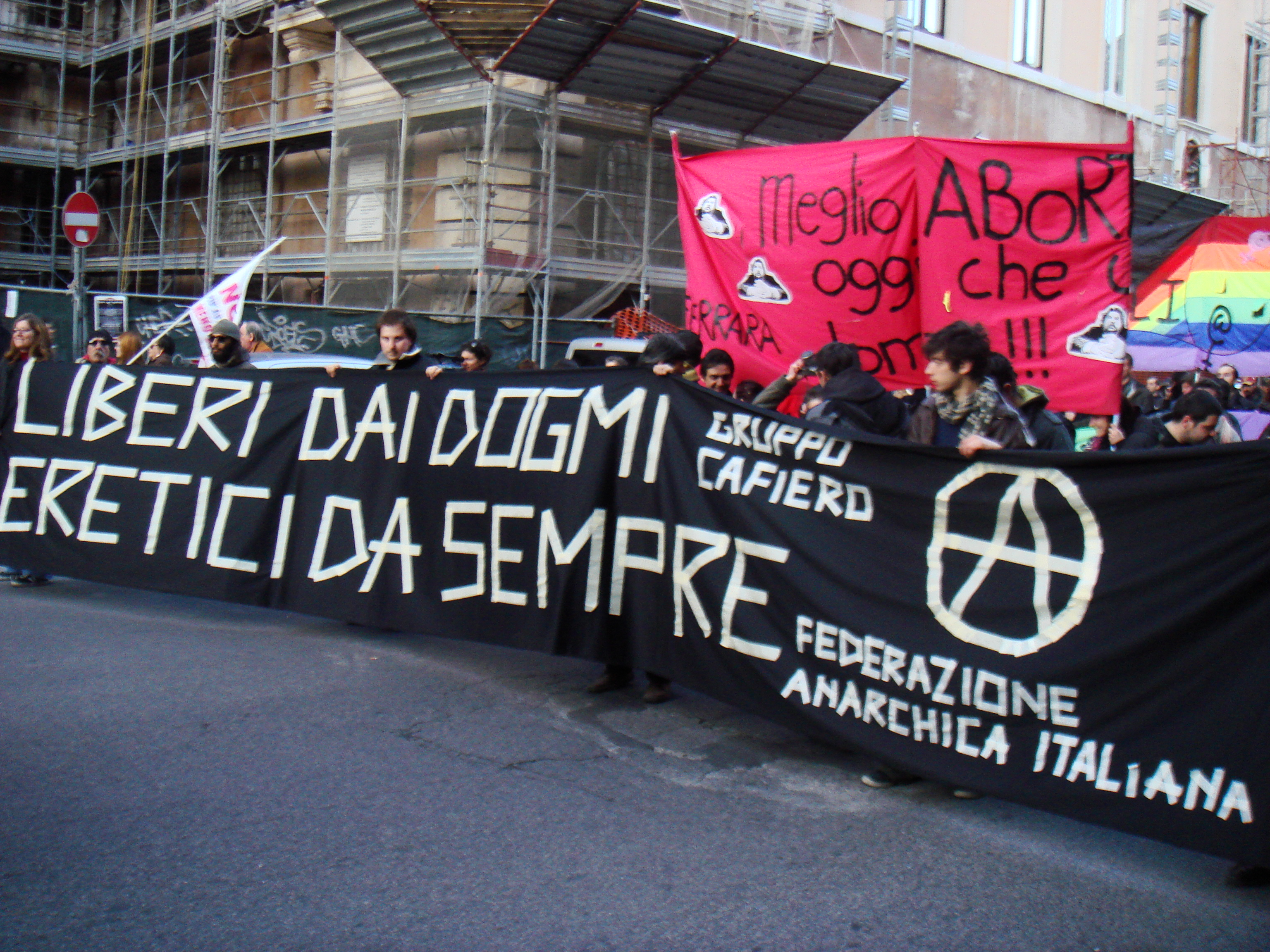
En 2008, la Federazione Anarchica Italiana dans une manifestation à Rome.

La Fédération anarchiste italienne (FAI, Federazione Anarchica Italiana) est une fédération de groupes anarchistes italiens. 

## Historique
La Fédération anarchiste italienne est fondée à Carrare en 1945, en repartant de l'expérience de l'Union anarchiste italienne (UAI), sur la base de la Déclaration de débuts du congrès de Bologne en 1920, puis entrée en clandestinité pendant la période fasciste et la Seconde Guerre mondiale.
Les adhérents se reconnaissent dans le « Pacte associatif » qui règle la vie de la fédération et dans le « Programme anarchiste » qui en synthétise le projet politique.
L'hebdomadaire Umanità Nova, fondé en 1920 par Errico Malatesta, est encore édité aujourd'hui par la Fédération.
Au niveau international, depuis 1968 la FAI est membre fondatrice de l'Internationale des fédérations anarchistes.